# 유송화
유송화(兪松和, 1968년 4월 6일 ~ )는 대한민국의 정치인이다. 대학 총학생회장 출신으로 2번의 구의원을 거쳐 문재인 정부에서 2019년 1월 9일 대통령비서실 춘추관장에 임명되었다.

## 학력
- 광주송원여자고등학교
- 이화여자대학교 경제학과
- 서울시립대학교 대학원 도시행정(석사)
- 동국대학교 대학원 북한학(박사 수료)

## 경력
- 1988 이화여자대학교 총학생회장
- 1995.07 ~ 1998.06 제2대 서울특별시 노원구의회 의원
- 1998.07 ~ 2002.06 제3대 서울특별시 노원구의회 의원
- 2003 대통령직인수위 전문위원
- 2003 대통령비서실 행정관
- 2006 영국University Collage of London, Urban Planning전공 객원연구원
- 2007 민주평화통일자문회의사무처 총괄조정관
- 2013 서울시여성가족재단 경영기획실장
- 2015 더불어민주당 상근부대변인
- 2017.05 ~ 2019.01: 대통령비서실 제2부속비서관
- 2019.01 ~ 2020.01: 청와대 춘추관장

## 역대 선거 결과
|  | 30.63% |

|  | 55.18% |

|  | 37.04% |